# Theresa Jessouroun
Theresa Jessouroun é uma cineasta e roteirista brasileira.
Nascida no Rio de Janeiro, graduou-se em História pela PUC-Rio, em 1978. Mas no ano seguinte começou a trabalhar em cinema, inicialmente como continuísta, fotógrafa de cena e assistente de montagem. Estudou roteiro com Orlando Senna e Jorge Duran, e aprendeu técnicas de documentário com João Moreira Salles. Também estudou  na Escuela Internacional de Cine y Television, em Cuba, em 1991. 
Seu longa À Queima-Roupa, sobre a violência policial no Rio de Janeiro, ganhou os prêmios de Melhor Documentário e Melhor Direção de Documentário no Festival do Rio de 2014.

## Filmografia
- 2015 - À Queima-Roupa
- 2012 - Quando a Casa É a Rua
- 2001 - Samba